# Nix (auteur)
Pour les articles homonymes, voir Nix.
Marnix Verduyn dit Nix, né le 20 juin 1969 à Courtrai (province de Flandre-Orientale), est un auteur de bande dessinée belge néerlandophone. Il atteint la notoriété avec sa série Kinky et Cosy (nl).

## Biographie
Marnix Verduyn naît le 20 juin 1969 à Courtrai. Il collabore à Pan, Ferraille Illustré, Focus Vif, Le Soir et dans différents journaux néerlandophones dont De Morgen et Het Algemeen Dagblad.
Jeune punk, il avoue être influencé par Kamagurka et les Monty Python et vouloir les imiter.
En 2001, il crée seul la série Kinky et Cosy mettant en scène deux sœurs jumelles, les gags sont compilés en albums dans la collection « Troisième degré » aux éditions Le Lombard à partir de 2005. Le premier album C’est encore loin ? reçoit le prix de la bande dessinée d’Humour du Festival international de la bande dessinée d'Angoulême, représenté par son directeur artistique Benoît Mouchart, dans le cadre de la première édition de Juste pour rire Nantes-Atlantique et en présence du député-maire Jean-Marc Ayrault, le jeudi 27 avril 2006. Les albums Rincez-moi ça, S.V.P. (2006) et Avec ou sans, ça dépend (2007) sont publiés dans la foulée, puis sortent en intégrale en deux tomes en 2009 et 2015.
C'est en 2003, que Nix fait son entrée à Spirou avec un court récit de 4 planches scénarisé par Johan De Moor, puis en 2005, il lance seul la série Billy Bob qu'il poursuit jusqu'en 2017, un album est publié aux éditions Les Requins Marteaux en 2012.
Kinky & Cosy est publié aux États-Unis et l'album éponyme est favorablement critiqué dans la rubrique Tip sheet, What to read next du Publishers Weekly « The surreal, darkly funny strips (Les bandes surréalistes et sombrement drôles) ».
Grand moment d'Angoulême 36 : le vendredi soir 31 janvier 2009, au théâtre, trois Flamands de choc donnent un spectacle où une histoire dessinée en direct par Nix et Johan de Moor accompagnent un concert de rock donné par Arno l'Ostendais,.
Sous la houlette du rédacteur en chef Jean-Luc Cornette, il contribue au magazine Kramix des Éditions Le Lombard dans les nos 2, 4 et 5 et il réalise également la couverture de ce dernier numéro en 2010,,.
En 2015, il se lance dans la réalisation de films d'animation de Kinky et Cosy pour la télévision qu'il scénarise également.
Nix scénarise et dessine aux côtés de Benus Deathfix — la première adaptation au format papier d’un webtoon — aux éditions Dupuis en 2019.
Nix rend hommage à Lambil et Raoul Cauvin pour leur série Les Tuniques bleues en 2010 et à l'occasion du 60e anniversaire  de Gaston Lagaffe à André Franquin en 2017 dans des albums collectifs. En 2023, il contribue au Tintin numéro spécial 77 ans.
Par ailleurs, Nix est critique de bande dessinée sur les ondes de Studio Brussel.
Il est également professeur de bande dessinée dans la section néerlandophone de l'Institut Saint-Luc à Schaerbeek aux côtés de Johan De Moor.

## Œuvres

### Publications

#### Albums de bande dessinée

##### Kinky et Cosy
- 1. C'est encore loin ?[21],[22], Le Lombard, coll. « Troisième degré », Bruxelles, juin 2005
Scénario, dessin et couleurs : Nix -  (ISBN 2803620669)
- 2. Rincez-moi ça, S.V.P.[5],[23], Le Lombard, coll. « Troisième degré », Bruxelles, avril 2006
Scénario, dessin et couleurs : Nix -  (ISBN 280362141X)
- 3. Avec ou sans, ça dépend[24], Le Lombard, coll. « Troisième degré », Bruxelles, janvier 2007
Scénario, dessin et couleurs : Nix -  (ISBN 9782803622382)
- Intégrales Kinky et Cosy, Le Lombard
- Int. 1. Intégrale 1[25], Le Lombard, Bruxelles, 16 janvier 2009
Scénario, dessin et couleurs : Nix -  (ISBN 9782803625086),Format à l'italienne.
- Int. 2. Intégrale 2[26],[27],[28], Le Lombard, Bruxelles, 1 janvier 2015
Scénario, dessin et couleurs : Nix -  (ISBN 9782803630387),Format à l'italienne.

##### Billy Bob
- Billy Bob[29], Les Requins Marteaux, Bordeaux, 6 novembre 2012
Scénario, dessin et couleurs : Nix -  (ISBN 978-2-84961-113-5)

##### Deathfix
- Deathfix[18],[30],[31], Dupuis, Marcinelle, 25 janvier 2019
Scénario : Nix - Dessin : Benus, Nix - Couleurs : Christophe Jacques, Pierre Leroy, Benus et Nix -  (ISBN 9791034736317)

#### Collectifs
- Suisse - Belgique, Castagniééé, Vevey, mai 2008
Scénario et dessin : collectif dont Nix - Couleurs : noir et blanc -  (ISBN 978-2-940346-28-8)
- Bye-bye Bush[32], Dargaud, Paris, avril 2009
Scénario et couleurs : collectif - Dessin : collectif dont Nix -  (ISBN 978-2-205-06301-1)
- HS L'Hommage aux Les Tuniques bleues[33], Dupuis, Marcinelle, 22 janvier 2010
Scénario et dessin : collectif dont Nix - Couleurs : collectif -  (ISBN 978-2-8001-4781-9)
- La Galerie des Gaffes[34], Dupuis, Marcinelle, 20 octobre 2017
Scénario : collectif - Dessin : collectif dont Nix - Couleurs : quadrichromie -  (ISBN 978-2-8001-7068-8)
- Numéro spécial 77 ans - L'hommage des auteurs et autrices d'aujourd'hui aux personnages mythiques du journal Tintin, Éditions Moulinsart-Le Lombard, Bruxelles, 8 septembre 2023
Scénario : collectif - Dessin : collectif dont Nix - Couleurs : quadrichromie -  (ISBN 2-85815-201-2)

#### Revues et périodiques

##### Spirou
- Billy Bob[9] dans Spirou de 2005 à 2017.
- Kinky & Cosy, mini-récit Happy trucs, supplément Spirou no 4109 du 11 janvier 2017[35].

#### Catalogues d'exposition
- Ceci n'est pas la BD Flamande[36] - La Flandre invitée d'honneur au Festival international de la bande dessinée d'Angoulême, Fonds flamand des lettres, Berchem, 2009
Scénario : Benoît Mouchart, Gert Meesters - Dessin : collectif - Couleurs : quadrichromie,Artistes : Serge Baeken, Randall Casaer, Constantijn Van Cauwenberge, Luc Cromheecke, Reinhart Croon, Steven Dhondt, Kim Duchateau, Brecht Evens, Stijn Gisquière, Inge Heremans, Jeroen Janssen, Philip Paquet, Gerolf Van de Perre, Pieter De Poortere, Olivier Schrauwen, Kristof Spaey, Simon Spruyt, Judith Vanistendael, Marnix Verduyn, Maarten Vande Wiele. (OCLC 901248335)

### Expositions

#### Expositions individuelles
- La plus petite exposition de l’Ouest, librairie Brüsel, Bruxelles le 2 octobre 2012[37] ;
- The Kinky and Cosy Experience, Festival d'Angoulême, du 29 janvier au 1er février 2015[26] ;
- The Kinky and Cosy Experience au festival Delémont'BD du 10 au 12 juin 2016[38],[39].

#### Expositions collectives
- Exposition-spectacle Sint-Lukas pour le 31e Festival international de la bande dessinée d’Angoulême, en 2004[6].
- La nouvelle BD flamande, Centre belge de la bande dessinée, Bruxelles, du 19 septembre 2017 au 3 juin 2018[40].

## Réception

### Prix et distinctions
- 2006 :  prix de la bande dessinée d’Humour, Festival international de la bande dessinée d'Angoulême pour C’est encore loin ?[6]
- 2007 :  prix Petit Spirou décerné par le jury de la Quinzaine de la BD 2007 à Bruxelles pour l' album Kinky et Cosy[1] ;
- 2011 :  Top 10 des ventes des graphic books, dans le baromètre du The New York Times pour la série Kinky et Cosy[41] ;
- 2012 :  deux nominations au Prix Eisner : best humour album et best designed album cover à San Diego[42].

#### Postérité

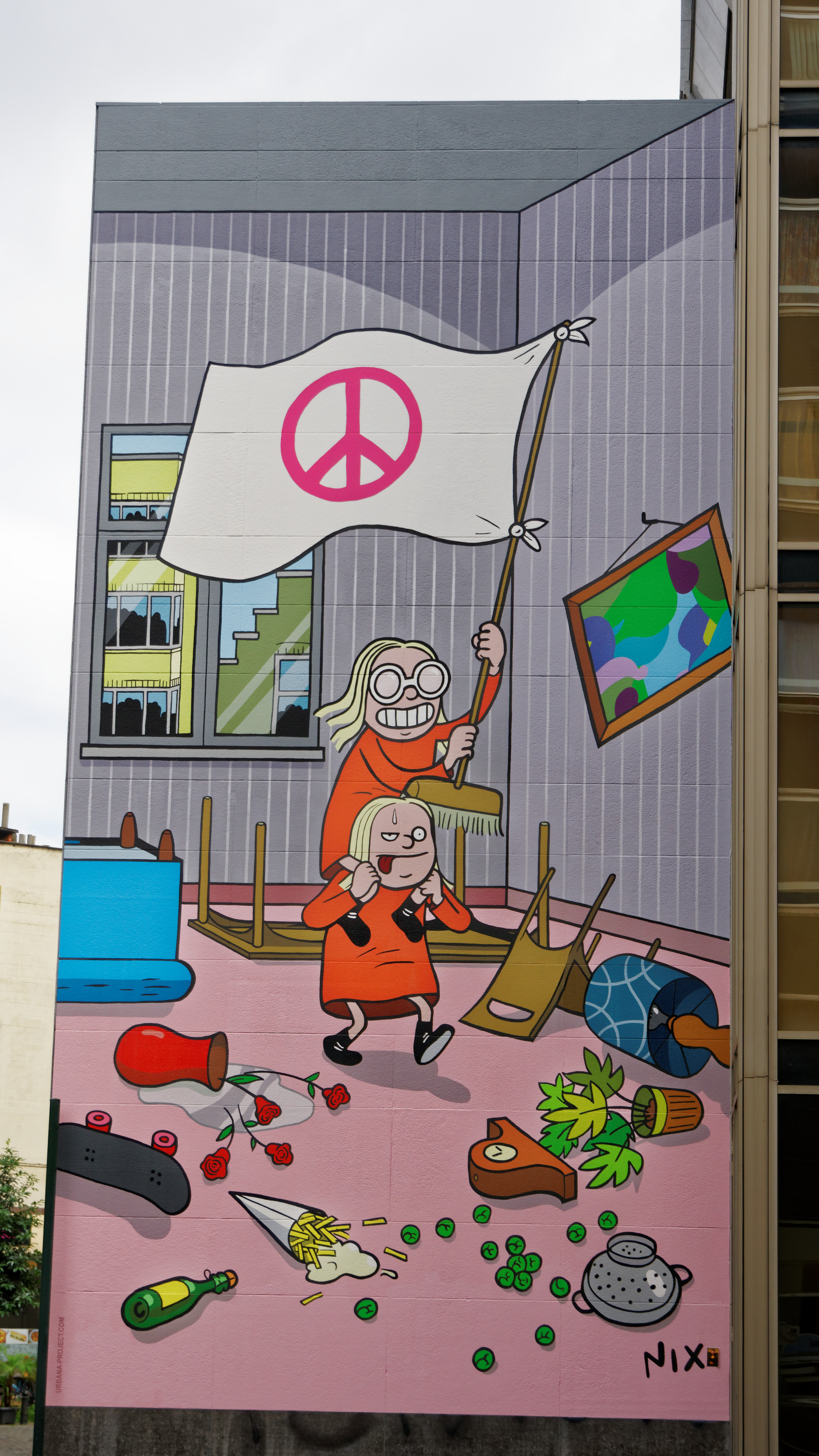
Fresque murale Kinky et Cosy sèment la pagaille, rue de la gouttière à Bruxelles.

- La rue de la Bourse à Bruxelles reçoit un deuxième nom : elle est aussi appelée rue Kinky et Cosy[1].
- Fresque murale Kinky et Cosy sèment la pagaille rue de la gouttière à Bruxelles, inaugurée le 22 juin 2016, d'une superficie de 54 m2 et réalisée par Urbana[43]. Elle fait partie du parcours BD de Bruxelles.
- bpost, la société de poste belge, émet un timbre postal tiré des personnages Kinky et Cosy de Nix dans le cadre de son émission annuelle « Philatélie de la Jeunesse le 21 août 2017[44].